# Timea av Sparta
Timea, död efter 401 f.Kr., var en drottning av Sparta, gift med Agis II (r. 427-401).  
Hon ska ha haft ett förhållande med Alkibiades under hans exil i Sparta och fick med honom sonen Leotychidas. Hon dolde inte sin sons faderskap, utan kallade honom vid hans fars namn inför andra. Kungen räknade ut att han inte kunde vara hennes sons far, och accepterade honom inte formellt som prins förrän vid sin dödsbädd. Leotychidas fick heller inte bestiga tronen, utan ersattes av kungens bror Agesilaus. 